# Comunistas de Rusia
Comunistas de Rusia (en ruso: Коммунисты России, Kommunisty Rossii) es un partido político ruso de orientación marxista leninista, fundado en 2012.
En las elecciones regionales de 2012 recibió alrededor del 3% de los votos y consiguió dos representantes en el parlamento de la República de Jakasia, donde superó el 7% de los sufragios. En las elecciones legislativas de 2016, el partido se posicionó como la quinta fuerza política, obteniendo 1.192.595 votos, lo que representó al 2,27% del total de sufragios a nivel nacional, aunque sin lograr superar el umbral electoral del 5% para ingresar a la Duma.

## Historia
El partido tiene organizaciones regionales en 69 regiones y opera en 70 regiones de Rusia y tiene afiliación oficial con dos asociaciones públicas interregionales: los Comunistas de San Petersburgo y la Región de Leningrado y los Comunistas del Lejano Oriente. El principal rival del partido en la izquierda del espectro político de Rusia es el Partido Comunista de la Federación de Rusia (PCFR), que se ve a sí mismo como el sucesor del Partido Comunista de la Unión Soviética (PCUS).El KR se considera una alternativa al PCFR, que cree que ya no es un partido marxista y no podrá regresar al poder mientras Guennadi Zyugánov sea el Primer Secretario.Sin embargo, el partido ha sido ampliamente descrito como un partido saboteador, incluso por el PCFR.
Entre las propuestas que presentó en su plataforma política de 2016 se encontraban la prohibición constitucional de elevar la edad jubilatoria, reducir el costo de los alimentos, incrementar los salarios y las pensiones, la oposición a cualquier intento de imponer a la sociedad ideas religiosas, estatizar las grandes empresas, introducir la pena capital y restaurar el statu quo de la Unión Soviética.
El 18 de marzo de 2022 se llevó a cabo un congreso extraordinario del partido, en el que se eligió al nuevo presidente del Comité Central del partido, Sergei Alexandrovich Malinkovich.

## Resultados electorales

### Elecciones presidenciales
| Año  | Candidato       | Candidato           | Primera vuelta               | Primera vuelta               | Primera vuelta               | Resultado                    | Notas                        |
| Año  | Candidato       | Candidato           | Votos                        | %                            | Posición                     | Resultado                    | Notas                        |
| ---- | --------------- | ------------------- | ---------------------------- | ---------------------------- | ---------------------------- | ---------------------------- | ---------------------------- |
| 2018 | Maksim Suraikin | Maksim Suraikin     | 499 342                      | \| \| 0.68 % \|              | 4.º                          | No electo                    |                              |
| 2024 |                 | Serguéi Malinkovich | No admitido a las elecciones | No admitido a las elecciones | No admitido a las elecciones | No admitido a las elecciones | No admitido a las elecciones |
|      | 0.68 %          |                     |                              |                              |                              |                              |                              |

El 28 de diciembre de 2023, Serguéi Malinkovich fue nominado por una abrumadora mayoría como candidato del partido a la Presidencia de Rusia en las elecciones presidenciales del 15 al 17 de marzo de 2024.Malinkovich prometió un programa como los Diez Golpes de Stalin, contra el capitalismo y el imperialismo de Estados Unidos, y la victoria en la guerra de Rusia contra Ucrania.

### Elecciones legislativas
|  | 2.27 % |

|  | 1.27 % |

### Elecciones regionales
En las elecciones regionales rusas de 2012, el partido obtuvo entre el 2 y el 3,5 por ciento de los votos y dos escaños.

#### Jakasia
En las elecciones al Consejo Supremo de Jakasia de 2018, los Comunistas de Rusia obtuvieron el 8,01% de los votos y obtuvieron 2 de los 50 escaños del Consejo Supremo.

#### Distrito Autónomo de Nenetsia
En las elecciones de 2018 para la Asamblea de Diputados del Distrito Autónomo de Nenetsia, los Comunistas de Rusia obtuvieron 1 de los 19 escaños de la Asamblea de Diputados.

#### Óblast de Rostov
En las elecciones a la Asamblea Legislativa del Óblast de Rostov de 2018, los Comunistas de Rusia obtuvieron el 5% de los votos y obtuvieron 1 de los 60 escaños de la Asamblea Legislativa de la Región de Rostov.

#### Óblast de Tula
En las elecciones a la Duma del Óblast de Tula de 2019, los Comunistas de Rusia obtuvieron el 5,67% de los votos y obtuvieron 1 de los 36 escaños de la Duma del Óblast de Tula.

#### Óblast de Uliánovsk
En las elecciones a la Asamblea Legislativa del Óblast de Uliánovsk de 2018, los Comunistas de Rusia obtuvieron el 5,83% de los votos y obtuvieron 1 de los 36 escaños de la Asamblea Legislativa.

#### Óblast de Yaroslavl
En las elecciones a la Duma del Óblast de Yaroslavl de 2018, los Comunistas de Rusia obtuvieron más del 5% de los votos, obteniendo 1 de los 50 escaños de la Duma del Óblast de Yaroslavl.

## Críticas
El partido ha sido criticado por una serie de grupos y partidos políticos de izquierda en Rusia, así como por antiguos miembros del partido, que han denunciado al partido como un partido saboteador y una fachada del Kremlin. En junio de 2015, el Partido Comunista de la Federación Rusa presentó una demanda ante el Tribunal de Arbitraje de Moscú contra el partido para que dejara de utilizar el nombre, alegando su excesiva similitud. El 11 de julio de 2016, el tribunal desestimó esta demanda. En abril de 2016, el Partido Comunista de la Federación Rusa también acusó a la plataforma electoral de los Comunistas de Rusia, titulada "Diez golpes estalinistas al capitalismo", de copiar la suya, titulada "Las diez tesis de Ziugánov para sacar al país de la crisis".
El Frente Unido Laboral Ruso, una organización de izquierdas en Rusia, condena a los Comunistas de Rusia como una fachada de los funcionarios del gobierno para dividir el voto de izquierda.En un artículo que publicaron, destacan que los Comunistas de Rusia pudieron obtener el reconocimiento oficial de inmediato, mientras que su organización tuvo su solicitud de reconocimiento rechazada siete veces, y también señalan cómo los Comunistas de Rusia pudieron ingresar al Consejo Supremo de la República de Jakasia sin recolectar las firmas requeridas para otros partidos que desean competir en las elecciones regionales.También acusan al partido de presentar como candidatos a empresarios estrechamente asociados con el partido gobernante Rusia Unida, ganando una atención mediática desproporcionada y atacando innecesariamente al Partido Comunista de la Federación de Rusia.El Frente Unido Laboral Ruso también ha expuesto anuncios de los Comunistas de Rusia que prometen pagar a la gente 300 rublos por asistir a sus mítines, y envió a un escritor para hacer exactamente eso.
El exvicepresidente de los Comunistas de Rusia, Konstantin Zhukov, afirmó que el líder del partido Maksim Suraikin ha deformado el partido de un partido de izquierda genuino a una herramienta del gobierno para paralizar al Partido Comunista de la Federación Rusa.Según Zhukov, Suraikin ha eliminado la estructura de toma de decisiones colectiva de los Comunistas de Rusia e ignorado a otros miembros de alto rango del partido para convertir aún más el partido en suyo propio.Zhukov afirmó que 10 de los 15 candidatos que el partido presentó para competir en las elecciones legislativas rusas de 2016 en Moscú fueron propuestos por Andrei Vorobiov, el gobernador del óblast de Moscú y miembro del partido gobernante Rusia Unida, mientras que solo 2 eran miembros de los Comunistas de Rusia.Para las elecciones a la Duma de la ciudad de Moscú de 2019, Zhukov acusó a 26 de los 32 candidatos del partido de ser propuestos por Serguéi Sobianin, el alcalde de Moscú y miembro de Rusia Unida.
El sitio web de noticias Meduza señaló que los Comunistas de Rusia presentaron dos candidatos con nombres prácticamente idénticos a dos candidatos del Partido Comunista en las elecciones legislativas rusas de 2021 en Moscú.